# 染色 (紡織)

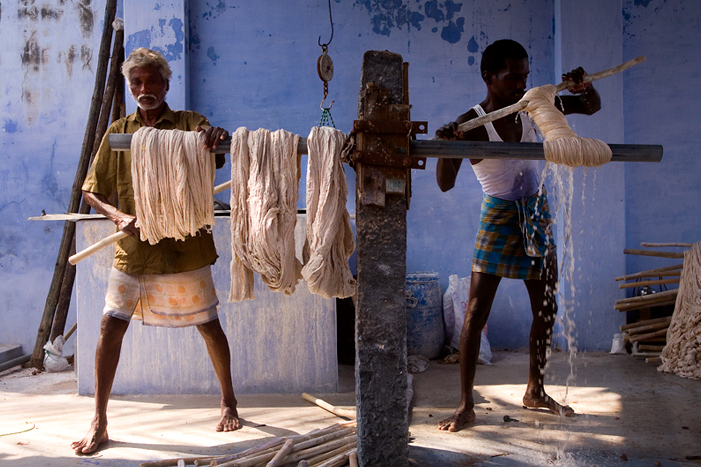
当代印度，人们在进行手工染色

染色（英語：dyeing），全稱為紡織染色（textile dyeing），也別稱為織染、紡織染、印染等，是对纺织物进行物理、化学处理，使之拥有一定色牢度的过程。通过使染料和纤维之间发生物理或化学变化，将会使得纺织物具有一定色泽、光泽度。根据染色对象的不同，可以将染色过程分为棉纺织染、麻纺织染、毛纺织染、丝绸染等等。 

而印花（英語：printing）是局部染色的一种技巧，例如在纺织物上上增加花纹、图案，改变纺织物的颜色排版等等。「染色」和「印花」在纺织术语上是不同的应用。狹義來說，在印花中，颜色被应用到所需图案的局部区域。在染色中，颜色适用于整个纺织品。

## 历史
人类进行紡織染色的历史由来已久，已经从最初的天然染發展到如今的各种先进染色工艺。根据考古学家的发现，早在新石器时代人类就已经学会了染色。关于在纺织物上染色的最早的证据出现在安那托利亞的加泰土丘，在那里发现了印染红色的痕迹。这种红色很有可能来自一种铁氧化物——赭石。而中国古代则用赤铁矿将纺织品染成红色，用天然绢云母或者是漂白的方法得到白色的纺织品。根据考古遗迹推断，中国进行染色的历史超过了5000年。

## 種類

### 依主體
- 原液染色（dope-dyeing）
- 纖維染色（fiber dyeing、stock dyeing）
- 散纖染色、色紡紗（loose fibre dyeing、top dyeing）
- 紗線染色（yarn dyeing）
- 布料染色（piece dyeing）
- 成衣染色（garment dyeing）

## 染料
古代使用的染料大多为天然矿物质或是从动植物中提取出来的天然色素。不过，如今的染业大多使用合成的有机化合物来进行染色。在染色前后还会使用各种物质对纺织品进行加工处理（英語：finishing），例如使用过氧化氢、次氯酸盐等氧化剂进行漂白处理。由于染色过程大多在水中进行，而水的表面张力比较大，不利于燃料渗透入纤维之中。因此染色时还可以加入降低水表面张力的活性剂，这些活性剂的共同特点是通常由亲水性基团与疏水性基团两部分组成。
染料的种类可以包括：
- 酸性染料：可以用于蛋白质类纺织物、丝织品，色彩鲜艳但着色力不强。
- 碱性染料：可用于涤纶、腈綸等人造化学纤维。
- 直接染料：用于棉麻等纤维素制品，着色力和鲜艳程度一般，不过经过改进的直接染料性能具有一定提高，大多数是芳香族化合物。
- 分散染料：水溶性较低，利用分散剂可在溶液中中扩散为0.5～2微米的颗粒。
- 活性染料：可广泛应用于棉、麻、丝、毛和化纤等纺织材料的印染。
- 涂料：可以看做是一种特殊的染料，它依靠树脂的物理附着力进行着色，一般来说经过光照后不易腿色。